# Лоцио
Лоцио (итал. Lozio) је насеље у Италији у округу Бреша, региону Ломбардија.
Према процени из 2011. у насељу је живело 405 становника. Насеље се налази на надморској висини од 1003 м.

## Становништво
Према резултатима пописа становништва 2011. у општини је живело 418 становника.
| 1951. | 1961. | 1971. | 1981. | 1991. | 2001. | 2011. |
| ----- | ----- | ----- | ----- | ----- | ----- | ----- |
| 1.121 | 988   | 808   | 608   | 460   | 405   | 418   |

## Партнерски градови
- Boujdour